# Menhirs du Clandy
Les menhirs du Clandy, appelés aussi menhirs du Rest, sont un groupe de deux à trois menhirs situés à Ploumilliau, dans le département français des Côtes-d'Armor.

## Description
Seul un menhir est encore debout. En granite de Trédrez, de forme pyramidale, il  mesure 2,80 m de hauteur  pour une largeur à la base de 1,50 m sur sa plus grande face (face ouest). Un second menhir, couché au sol, est visible au sud-est du premier, en grande partie masqué par la terre et des broussailles. Dans sa partie apparente, il mesure 5 m de longueur pour une largeur variant de 0,90 m à 2 m. Deux autres blocs gisant près du carrefour routier voisin pourraient correspondre à un troisième menhir qui aurait été débité.